# Донат из Юры
Донат (лат. Donatus; ум. в 535 году) — отшельник из Юры, святой Католической церкви, память 19 августа.
Святой Донат родился в Орлеане. Св. Донат жил затворником в горах Юры около Систерона, что в Провансе.